# Mairie de Mons (métro de Lille)
La station Mairie de Mons est une station de la ligne 2 du métro de Lille, située à Mons-en-Barœul, dans le quartier du Nouveau Mons. Inaugurée le 18 mars 1995, la station permet de desservir la mairie de Mons.

## La station

### Situation
La station se situe sur le même trottoir que la mairie de Mons, avenue Robert-Schuman.
Elle est située sur la ligne 2 entre les stations Mons Sarts et Fort de Mons, à Mons-en-Barœul.

### Origine du nom
Elle doit son nom à la mairie de Mons-en-Barœul, qu'elle dessert.

### Histoire
La station est inaugurée le 18 mars 1995, lors du prolongement vers Fort de Mons.

### Architecture
Station bâtie sur deux niveaux, bénéficiant d'un seul accès :
- niveau de surface : entrée, accès ascenseur, vente et compostage des billets
- niveau -1 : voies opposées et quai central

## Intermodalité
La station est desservie par les lignes C9 et CO3 du réseau Ilévia.

## À proximité
- Mairie de Mons